# RDSZ–3
Az RDSZ–3 (oroszul: РДС–3, amerikai kódneve: Joe–3) a Szovjetunióban kifejlesztett és kis mennyiségben gyártott fissziós atombomba. 
Az első szovjet atombomba volt, melyet repülőgépről ledobva is kipróbáltak. Hatóereje kb. 42 kilotonna volt, ez kétszerese volt az első szovjet atombombának, az RDSZ–1-nek.
Az Arzamasz–16 zárt településen működő, Julij Hariton vezetése alatt álló KB–11 tervezőirodában fejlesztették ki. A bomba magja vegyes felépítésű volt, kb. 7 kg uránt és 3,5 kg plutóniumot tartalmazott. Ettől a vegyes felépítéstől nagyobb hatóerőt vártak, mintha csak plutóniumot használtak volna. Ez volt az első, repülőgépről ledobott szovjet atombomba. Először 1951. október 18-án dobták le egy Tu–4 bombázóról Szemipalatyinszk térségében.
1952 márciusáig három RDSZ–3 bombát gyártottak. Sorozatgyártása 1953-ban kezdődött el az Avangard üzemben, az RDSZ–1-es bombával párhuzamosan gyártották. A terv szerint évente 20 darab bombát kellett volna gyártani, de ezt a gyártási tervet nem tudták tartani. Később kifejlesztették a növelt, 62 kt hatóerejű változatát, mely az RDSZ–3I típusjelzést kapta. Ezt a bombát 1954. október 23-án próbálták ki.